# Langford (Oxfordshire)
Langford is een civil parish in het bestuurlijke gebied West Oxfordshire, in het Engelse graafschap Oxfordshire met 349 inwoners.